# مانويل سالازار
مانويل سالازار (بالإسبانية: Manuel Salazar)‏ (23 يناير 1986 بسان سلفادور في السلفادور - ) هو لاعب كرة قدم سلفادوري في مركز الدفاع. شارك مع منتخب السلفادور لكرة القدم. أما مع النوادي، فقد لعب مع نادي سانتانيكوس أسوشيتد وANTEL (El Salvador football club) ‏ ونادي لويس أنخيل فيربو.

## وصلات خارجية
- مانويل سالازار على موقع الاتحاد الدولي (مؤرشف)  (الإنجليزية)
- مانويل سالازار على موقع قاعدة بيانات كرة القدم.إي يو (الإنجليزية)
- مانويل سالازار على موقع ناشيونال فوتبول تيمز (الإنجليزية)